# Гандель, Юрий Владимирович
Юрий Владимирович Гандель (5 июля 1934, Харьков, Украинская ССР — 4 апреля 2017, Харьков, Украина) — советский и украинский математик, доктор физико-математических наук, специализировавшийся в области численных методов решений сингулярных и гиперсингулярных уравнений. Заслуженный работник образования Украины.

## Биография
В 1952 г. окончил 131-ю мужскую среднюю школу, в 1953 г. — один курс радиотехнического факультета
Харьковского политехнического института (ХПИ), в 1956 г. — два курса инженерно-физического факультета ХПИ, в 1962 г. — Харьковский государственный университет им. А. М. Горького.
В 1962—1963 гг. — учитель математики в школе № 5 г. Харькова.
С 1963 г. работал на механико-математическом факультете Харьковского государственного университета им. А. М. Горького (затем — Харьковский национальный университет имени В. Н. Каразина): ассистент, старший преподаватель, с 1973 г. -доцент, с 1995 г. — профессор кафедры математической физики.
По совместительству — профессор кафедры информационных технологий Херсонского государственного педагогического университета.
В июле 1971 г. защитил кандидатскую диссертацию на тему «Интегральные уравнения некоторых
аксиально-симметричных задач теории дифракции волн». В 1977 г. был утверждён в звании доцента.
В 1994 г. защитил докторскую диссертацию на тему «Парные сумматорные и сингулярные интегральные уравнения в задачах дифракции: теория и численные методы». Профессор (1995).
Научные интересы: математическое моделирование физических процессов, численные методы математической физики, численное решение сингулярных и гиперсингулярных интегральных уравнений, теория дифракции электромагнитных волн.
Имел более 150 научных публикаций.
В течение многих лет руководил научным семинаром «Численное моделирование методами дискретных особенностей в математической физике».
Выступал в качестве одного из организаторов Международных симпозиумов «Методы дискретных особенностей в задачах математической физики», которые регулярно проводятся уже более двадцати лет.
Был одним из организаторов в Харькове физико-математической школы № 27 и ряд лет совмещал работу в университете с работой в физико-математической школе. Среди его учеников профессора университетов Украины, России, США.

## Публикации
- Гандель Ю. В. Введение в методы вычисления сингулярных и гиперсингулярных интегралов. Учебное пособие. — Харьков, ХНУ, 2002 г. — 92 с. Издание 2-е, исправленное.
- Математические вопросы метода дискретных зарядов : Учеб. пособие / Ю. В. Гандель, Т. С. Полянская ; Харьк. гос. ун-т им. А. М. Горького. — Харьков : ХГУ, 1991-. — 20 см. Ч. 1. — Харьков : ХГУ, 1991. — 63,[2] с.
- Модельные аксиально-симметричные смешанные краевые задачи для уравнения теплопроводности [Текст]. — Харьков : ИПМаш, 1978. — [1], 23 с.; 21 см. — (Препринт / АН УССР, Ин-т проблем машиностроения; 101).
- Элементарные асимптотические оценки интегралов [Текст] : Пособие для студентов мл. курсов мех.-мат. фак. / Ю. В. Гандель ; МинВУЗ УССР. Харьк. гос. ун-т им. А. М. Горького. — Харьков : ХГУ, 1977. — 49 с. : граф.; 20 см.
- Ю. В. Гандель, «Краевые задачи для уравнения Гельмгольца и их дискретные математические модели», СМФН, 36 (2010), 36-49 mathnet mathscinet; Yu. V. Gandel', «Boundary-value problems for the Helmholtz equation and their discrete mathematical models», Journal of Mathematical Sciences, 171:1 (2010), 74-88
- Ю. В. Гандель, А. С. Кононенко, «Обоснование численного решения одного гиперсингулярного интегрального уравнения», Дифференц. уравнения, 42:9 (2006), 1256—1262 mathnet mathscinet; Yu. V. Gandel', A. S. Kononenko, «Justification of the numerical solution of a hypersingular integral equation», Differ. Equ., 42:9 (2006), 1326—1333
- Ю. В. Гандель, Т. С. Полянская, «Обоснование численного метода решения систем сингулярных интегральных уравнений задач дифракции на решётках», Дифференц. уравнения, 39:9 (2003), 1229—1239 mathnet mathscinet; Yu. V. Gandel', T. S. Polyanskaya, «Justification of a Numerical Method for Solving Systems of Singular Integral Equations in Diffraction Grating Problems», Differ. Equ., 39:9 (2003), 1295—1307
- Ю. В. Гандель, Г. Л. Сидельников, «Метод интегральных уравнений в третьей краевой задаче дифракции на ограниченной решётке над плоским экраном», Дифференц. уравнения, 35:9 (1999), 1155—1161 mathnet mathscinet; Yu. V. Gandel', G. L. Sidel’nikov, «The method of integral equations in the third boundary value problem of diffraction by a bounded lattice over a plane screen», Differ. Equ., 35:9 (1999), 1169—1175
- Ю. В. Гандель, И. К. Лифанов, «Новый подход к решению смешанных краевых задач для уравнений Лапласа и Гельмгольца», Дифференц. уравнения, 34:9 (1998), 1246—1253 mathnet mathscinet; Yu. V. Gandel', I. K. Lifanov, «A new approach to the solution of mixed boundary value problems for the Laplace and Helmholtz equations», Differ. Equ., 34:9 (1998), 1248—1254
- Ю. В. Гандель, И. К. Лифанов, Т. С. Полянская, «К обоснованию метода дискретных особенностей в двумерных задачах дифракции», Дифференц. уравнения, 31:9 (1995), 1536—1541 mathnet mathscinet zmath; Yu. V. Gandel', I. K. Lifanov, T. S. Polyanskaya, «On a justification of the method of discrete singularities in two-dimensional diffraction problems», Differ. Equ., 31:9 (1995), 1491—1497

## Награды и звания
Заслуженный деятель образования Украины (2005).